# Fernand Bonneton
Pour les articles homonymes, voir Bonneton.
Fernand Régis Bonneton, né le 10 mai 1890 à La Coucourde-Montélimar et mort le 24 juin 1922 à Bruxelles, (Belgique), est un capitaine, as de l'aviation français de la Première Guerre mondiale, au cours de laquelle il remporte neuf victoires aériennes homologuées. Il est le fils de Fernand Régis Bonneton, propriétaire cultivateur, et d'Adèle Lafond, ménagère . Il est le beau-frère de l'aviateur français René Weiser.

## Biographie

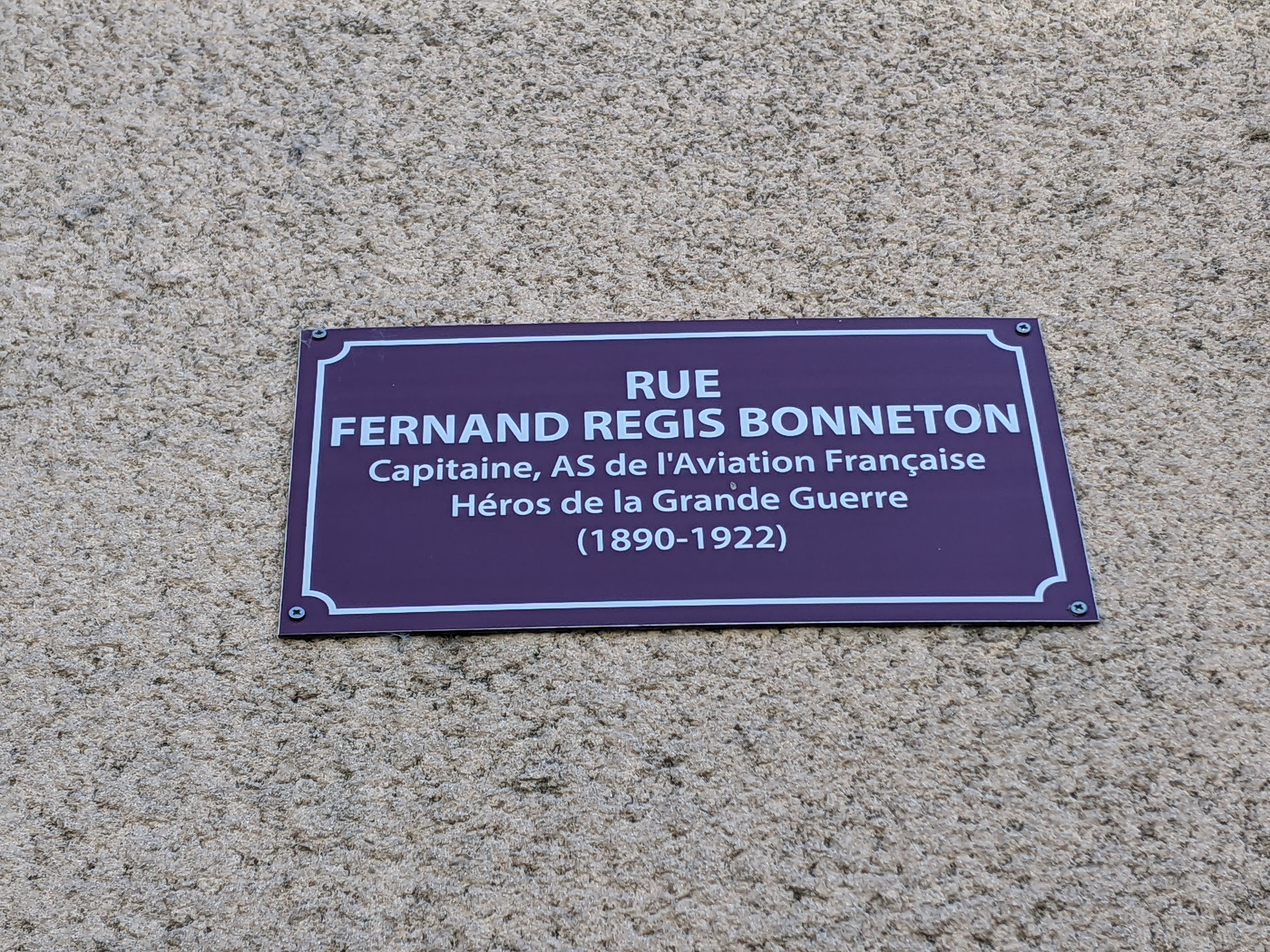
Plaque de la rue Fernand Régis Bonneton, à La Coucourde, son village natal.

### Première Guerre mondiale
Au début de la guerre, Bonneton sert dans la cavalerie jusqu'à ce qu'il soit blessé par deux fois. Après s'être porté volontaire pour servir dans l'infanterie, au sein du 82e régiment d'infanterie, il est à nouveau blessé deux fois et déclaré inapte au service en mai 1916. Il demande alors à être transféré à l'aviation. Après avoir suivi une formation sur Caudron G.3 à Juvisy, il est affecté au Front de l'Est. Au printemps 1917, il est en Roumanie. Il y remporte sa première victoire aérienne le 8 août, et peut-être une deuxième, bien que cette dernière n'ait pas été homologuée. Dans le même temps, il est cité deux fois et reçoit cinq décorations étrangères, avant d'être affecté dans le sud de l'Italie, où il remportera une nouvelle victoire, le 30 octobre 1917.
En mai 1918, il rentre en France et intègre l'escadrille SPA 69 (« Spa » signifiant que les pilotes de cette escadrille volaient sur des SPAD). Le 10 juillet 1918, Bonneton abat son troisième chasseur allemand. Il entame alors une série de cinq victoires sur des ballons d'observation, ainsi qu'une victoire sur un avion, entre le mois de juillet et le 22 octobre 1918,.

### Après-guerre
Après l'armistice de 1918, Bonneton ira se battre en Pologne où il commande une escadrille. Il y est à nouveau blessé.
Le 24 juin 1922, à trente-deux ans, il se tue lors d'un concours d'aviation à Evere près de Bruxelles (Belgique),. 

## Distinctions
- Chevalier de la Légion d'honneur le 3 août 1918[5],[6].
- Officier de la Légion d'honneur le 16 juin 1920[6]

## Ouvrages
- (en) Norman L. R. Franks et Frank W. Bailey, Over the front : a complete record of the fighter aces and units of the United States and French Air Services, 1914-1918, Londres, Grub Street, 1992, 228 p. (ISBN 978-0-948817-54-0 et 0-948-81754-2, lire en ligne)